# UFC on Fuel TV 10
UFC on Fuel TV 10: Nogueira vs. Werdum（ユーエフシー・オン・フューエル・ティービー・テン：ノゲイラ・バーサス・ヴェウドゥム）は、アメリカ合衆国の総合格闘技団体「UFC」の大会の一つ。2013年6月8日、ブラジル・セアラー州フォルタレザのジナーシオ・パウロ・サラサテで開催された。

## 大会概要
ホニー・マルケス対デレク・ブランソンが予定されていたが、マルケスが自動車事故に巻き込まれたため中止となった。
今大会は8試合がサブミッションでの決着となり、ズッファの運営となってからの1大会での最多記録を更新した。
キャリア12戦無敗のレアンドロ・シウバがUFCデビュー。

## 試合結果

### プレリミナリーカード
第1試合 ミドル級ワンマッチ 5分3R
○  アントニオ・ブラガ・ネト vs.  アンソニー・スミス ×
1R 1:52 膝十字固め
第2試合 ミドル級ワンマッチ 5分3R
○  カイオ・マガリャエス vs.  カーロス・ヴェモラ ×
2R 2:49 リアネイキドチョーク
第3試合 フェザー級ワンマッチ 5分3R
○  ホドリゴ・ダム vs.  廣田瑞人 ×
3R終了 判定2-1（28-29、29-28、29-28）
第4試合 ウェルター級ワンマッチ 5分3R
○  イルデマール・アルカンタラ vs.  レアンドロ・シウバ ×
3R終了 判定3-0（30-27、30-27、30-27）
第5試合 フェザー級ワンマッチ 5分3R
○  フェリペ・アランテス vs.  ゴドフレド・ペペイ ×
1R 3:32 TKO（パウンド）
第6試合 バンタム級ワンマッチ 5分3R
○  ハファエル・アスンソン vs.  ヴァウアン・リー ×
2R 1:51 腕ひしぎ十字固め

### メインカード
第7試合 フェザー級ワンマッチ 5分3R
○  ホニー・ジェイソン vs.  マイク・ウィルキンソン ×
1R 1:24 TKO（三角絞め）
第8試合 ウェルター級ワンマッチ 5分3R
○  エリック・シウバ vs.  ジェイソン・ハイ ×
1R 1:11 腕ひしぎ三角固め
第9試合 ミドル級ワンマッチ 5分3R
○  ダニエル・サラフィアン vs.  エディ・メンデス ×
1R 2:20 肩固め
第10試合 ライトヘビー級ワンマッチ 5分3R
○  チアゴ・シウバ vs.  ハファエル・カバウカンチ ×
1R 4:29 KO（スタンドパンチ連打）
第11試合 TUF Brazil 2ウェルター級トーナメント 決勝 5分3R
○  レオナルド・サントス vs.  ウィリアム・マカリオ ×
2R 4:43 肩固め
※サントスがトーナメント優勝。
第12試合 ヘビー級ワンマッチ 5分5R
○  ファブリシオ・ヴェウドゥム vs.  アントニオ・ホドリゴ・ノゲイラ ×
2R 2:41 腕ひしぎ十字固め

### 各賞
ファイト・オブ・ザ・ナイト： チアゴ・シウバ vs. ハファエル・カバウカンチ
ノックアウト・オブ・ザ・ナイト： チアゴ・シウバ
サブミッション・オブ・ザ・ナイト： エリック・シウバ
各選手にはボーナスとして5万ドルが支給された。